# Мецжер, Элен
Элен Мецжер (фр. Hélène Metzger; 26 августа 1889, Шату — 7 марта 1944, концлагерь Освенцим, Верхняя Силезия) — французская философ науки и историк науки. В своих трудах она в основном уделяла внимание истории химии.

## Ранняя биография и образование
Элен Брюль родилась 26 августа 1889 года в еврейской семье, принадлежащей к верхнему среднему классу, в Шату. Она была племянницей Люсьена Леви-Брюля, влиятельного французского антрополога . Её отец настоял на том, чтобы она и её сестра прекратили учёбу после трех лет обучения в университете. В 1912 году она получила диплом специалиста по кристаллографии. Она вышла замуж в 1914 году и овдовела всего несколько месяцев спустя (муж погиб на войне), после чего вернулась к исследованиям. Детей у пары не было, повторно она замуж не выходила.

## Исследования и письмо
В 1918 году Метгцер представила диссертацию о возникновении науки о кристаллах. В течение 1920-30-х годов она опубликовала шесть книг по истории химии семнадцатого и восемнадцатого веков, при этом поддерживая себя деньгами из приданого.

## Смерть и наследие
Метгцер стала жертвой Холокоста из-за своего еврейского происхождения. Когда в 1940-х годах Франция была оккупирована нацистами, Мецжер сначала оставалась в Париже, а в конце 1941 года перебралась в Лион, который был частью так называемой «свободной зоны». Она отказалась скрываться и была арестована гестапо 8 февраля 1944 года. Затем она была депортирована из Дранси в концлагерь Освенцим 7 марта 1944 года и была убита или умерла либо во время путешествия, либо по прибытии.
Работы Мецжер не всегда получали признание при её жизни, и она никогда не занимала академических должностей, но она — один из немногих довоенных французских историков науки, чьи работы сегодня широко читаются. Из-за её ранней смерти её творчество ограничено по размеру, но, тем не менее, оказало влияние. Она опубликовала девять книг, тридцать шесть статей и множество обзоров. Современники, такие как Гастон Башляр и Эмиль Мейерсон, часто ссылались на её работы. Томас Кун во введении к своей книге «Структура научных революций» (1962) назвал её одним из своих главных вдохновителей.

## Сочинения
- La genèse de la science des cristaux (1918)
- Les doctrines chimiques en France du début du XVIIe à la fin du XVIIIe siècle (1923)
- Les Concepts scientifiques (1926)
- Newton, Stahl, Boerhaave et la doctrine chimique (1930)
- La chimie (1930)
- La Philosophie de la matière chez Lavoisier (1935)
- Attraction universelle et religion naturelle chez quelques commentateurs anglais de Newton (1938)
- La Science, l’appel de la religion et la volonté humaine (1954)
- La Méthode philosophique en histoire des sciences(1987) (ed. Gad Freudenthal)
- «Extraits de lettres, 1921—1944,» in Gad Freudenthal Études sur / Studies on Hélène Metzger (1990), pp. 247—269.